# 홍명원
홍명원(洪命元, 1573년~1623년)은 조선의 문신으로, 자는 낙부(樂夫), 호는 해봉(海峰). 본관은 남양(南陽)이다. 

## 생애
1579년(선조 30년) 문과에 급제하여, 괴원(槐院)·옥당(玉堂)을 거쳐 한원(翰苑)에 들어가 설서·사서에 옮겼으며, 헌납(獻納)으로 권행(權幸)을 비방하다가 몰려나 함경도 도사(都事)로 3년 동안을 지내고 돌아와 춘관랑(春官郞)이 되었다. 이어 죽산(竹山) 부사, 정주(定主)·의주(義州)의 목사를 역임하고, 승지로 돌아왔다가 부모를 모시기 위해 광주(光州) 목사가 되어 치적이 나타났으므로 표창을 받았다. 
또, 광해군의 금나라와의 수호 관계가 명나라에 발각되자 사신으로 건너가 이를 무마시키고 돌아왔으며, 금나라에서 누차 조선을 위협하는 데 대하여 조의가 분분하였으나 홍명원이 단연 배금(拜金)을 주장하였다. 
인조반정 후 역도들이 서울 근방에서 난을 일으키려 하자 홍명원이 기보(畿輔) 관찰사가 되어 이를 진정시켰다. 

## 평가
그는 조정에 들어가 27년 동안 마음을 다하여 직책에 충실하였으며 위형(威形)을 쓰지 않고 공정하게 다스렸으므로 사람들이 다 경복하였다. 광해조에 권문세가들이 인척 관계를 맺기를 청하였으나 다 거절하고, 뭇사람의 격노를 받아도 추호도 움직이지 않아 세상에서 장덕군자(長的君子)라 일컬었다. 글은 양한(兩漢)을 주로 하고 시는 성당(盛唐)을 전공하였으며, 당시 문단을 주장하는 사람들이 모두 그의 학행에 탄복하였다.